# البالا
البالا (به اسپانیایی: Albalá) یک شهرستان در اسپانیا است که در استان کاسرس واقع شده‌است.

## خصوصیات
البالا ۳۸ کیلومترمربع مساحت و ۸۵۰ نفر جمعیت دارد و ۵۰۲ متر بالاتر از سطح دریا واقع شده‌است.